# 金城大桥
31°32′17″N 120°18′25″E / 31.53803°N 120.30701°E

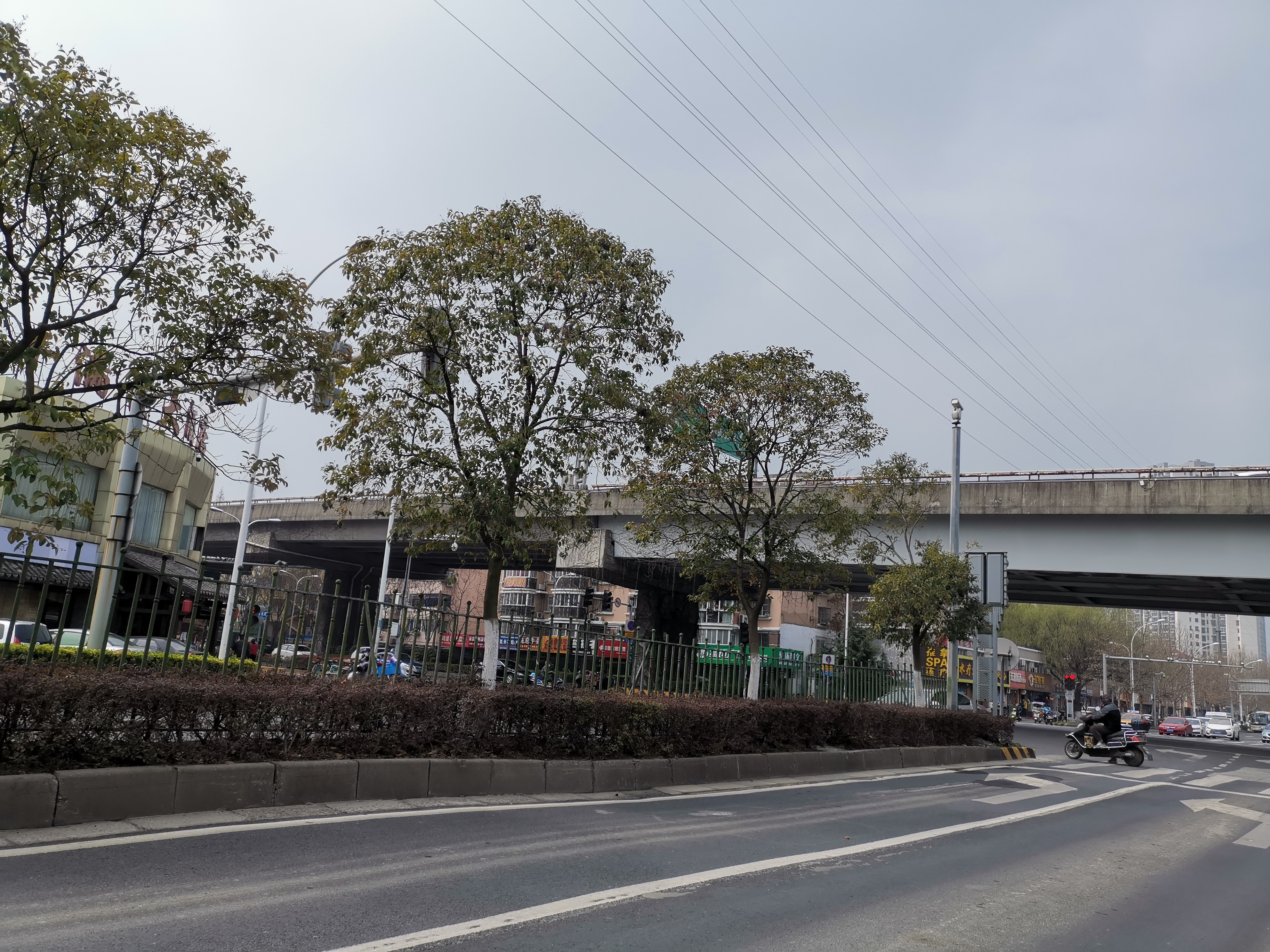
金城高架桥

金城大桥、金城高架桥，又称金城桥，是位于中华人民共和国江苏省无锡市梁溪区的一座大桥，跨京杭大运河。

## 特点
金城桥因位于金城湾而得名，1984年金城路兴建，桥亦同时动工，1986年建成通车，因路得名，为钢筋水泥结构。2003年底，老桥拆除，重建新桥，2004年建成。分南北两幅，每幅宽18米，长539米，主跨105米，跨京杭大运河、运河东路、运河西路。